# Bartlettina
Bartlettina, rod glavočika, dio tribusa Eupatorieae.

## Opis
Bartlettina je rod grmova i drveća koji potječu iz Meksika i Srednje Amerike (jedna vrsta, B. sordida, uzgaja se kao ukras za vrtove i široko je uvedena u tropska područja). Rod karakteriziraju nasuprotni listovi s peteljkom, veliki dodaci prašnika, goli stilovi i 5-rebrasti cipseli s papusom od brojnih čekinja. Vjenčići su obično plavi do boje lavande ili crvenkasti, a rijetko bijeli. Njegove su vrste bile uključene u tradicionalno, široko područje Eupatorija. Bartlettina ima bazni broj kromosoma x=16, a kako je istaknuo B. L. Turner, južnoameričke vrste s brojem kromosoma x=10 vjerojatno će biti pogrešno smještene u ovaj rod.

## Vrste
1. Bartlettina breedlovei R.M.King & H.Rob.
2. Bartlettina brevipetiolata R.M.King & H.Rob.
3. Bartlettina calderonii (B.L.Turner) B.L.Turner
4. Bartlettina campii R.M.King & H.Rob.
5. Bartlettina chiriquensis R.M.King & H.Rob.
6. Bartlettina cleefii R.M.King & H.Rob.
7. Bartlettina conspicua (Mart. ex Colla) P.L.R.Moraes & Guglielmone
8. Bartlettina constipatiflora (Klatt) R.M.King & H.Rob.
9. Bartlettina cronquistii R.M.King & H.Rob.
10. Bartlettina ehrenbergii (Hemsl.) R.M.King & H.Rob.
11. Bartlettina guatemalensis R.M.King & H.Rob.
12. Bartlettina hastifera (Standl. & Steyerm.) R.M.King & H.Rob.
13. Bartlettina heydeana (B.L.Rob.) comb.ined.
14. Bartlettina hintonii R.M.King & H.Rob.
15. Bartlettina hylobia (B.L.Rob.) R.M.King & H.Rob.
16. Bartlettina juxtlahuaca B.L.Turner
17. Bartlettina karwinskiana (DC.) R.M.King & H.Rob.
18. Bartlettina lanicaulis (B.L.Rob.) B.L.Turner
19. Bartlettina liesneri R.M.King & H.Rob.
20. Bartlettina luxii (B.L.Rob.) R.M.King & H.Rob.
21. Bartlettina macdougallii R.M.King & H.Rob.
22. Bartlettina macromeris (B.L.Rob.) R.M.King & H.Rob.
23. Bartlettina maxonii (B.L.Rob.) R.M.King & H.Rob.
24. Bartlettina montigena (Standl. & Steyerm.) R.M.King & H.Rob.
25. Bartlettina oresbia (B.L.Rob.) R.M.King & H.Rob.
26. Bartlettina oresbioides (B.L.Rob.) R.M.King & H.Rob.
27. Bartlettina ornata R.M.King & H.Rob.
28. Bartlettina paezensis (Hieron.) R.M.King & H.Rob.
29. Bartlettina pansamalensis (B.L.Rob.) R.M.King & H.Rob.
30. Bartlettina perezioides (B.L.Rob.) R.M.King & H.Rob.
31. Bartlettina pinabetensis (B.L.Rob.) R.M.King & H.Rob.
32. Bartlettina platyphylla (B.L.Rob.) R.M.King & H.Rob.
33. Bartlettina prionophylla (B.L.Rob.) R.M.King & H.Rob.
34. Bartlettina serboana B.L.Turner
35. Bartlettina silvicola (B.L.Rob.) R.M.King & H.Rob.
36. Bartlettina solavegana B.L.Turner
37. Bartlettina sordida (Less.) R.M.King & H.Rob.
38. Bartlettina tamaulipana (B.L.Turner) R.M.King & H.Rob.
39. Bartlettina tenorae (Aristeg.) R.M.King & H.Rob.
40. Bartlettina textitlana B.L.Turner
41. Bartlettina tuerckheimii (Klatt) R.M.King & H.Rob.
42. Bartlettina williamsii R.M.King & H.Rob.
43. Bartlettina xalapana (B.L.Turner) B.L.Turner
44. Bartlettina yaharana B.L.Turner

## Sinonimi
- Neobartlettia R.M.King & H.Rob.; Phytologia 21: 294 (1971) (non Schltr.)
- Amolinia R.M.King & H.Rob.; Phytologia 24: 265 (1972)